# Vladivostok
Vladivostok (russisk: Владивосток, tr. Vladivostok) er Ruslands største havneby ved Stillehavet med 591.628 (2024) indbyggere og det administrative center for Primorskij kraj. Byen ligger ved Zolotoj Rog bugt (russisk: Золотой Рог, dansk: ~ Gyldne Horn) ikke langt fra den russisk-kinesiske grænse. Byen er hjemsted for den russiske stillehavsflåde og endestation for den transsibiriske jernbane.

## Geografi
Vladivostok ligger i det russiske fjernøsten ved kysten af det Japanske hav og nær både den kinesiske grænse og den nordkoreanske grænse. Byen ligger længst ude på den sydlige spids af Muravjov-Amurskijhalvøen (russisk: полуостров Муравьёва-Амурского), der er 30 kilometer lang og cirka 12 kilometer bred.
Byens totale areal er 331 km² og det højeste punkt er Kholodilnik (russisk: гора Холодильник) med en højde på 257 meter. Vladivostok ligger på samme breddegrad som Sapporo (Japan), Firenze (Italien), Marseilles (Frankrig), La Coruna (Spanien) samt Boston og Detroit (USA).
Afstanden til Moskva via jernbane er 9.302 km, i luftlinje er afstanden 6.430 km. Afstanden i luftlinje til Bangkok er 5.600 km, til San Francisco 8.400 km, til Seoul 750 km, til Tokyo 1.050 km og til Peking 1.331 km.

### Klima
Trods den sydlige beliggenhed har byen på grund af nærheden til Sibirien et kontinentalt klima, januar – 12,6 °C og august + 20,5 °C. Nedbøren er 837 mm. pr. år.

## Historie
Rusland fik overhøjhed over den maritime provins ved Aigun-traktaten i 1858, og Vladivostok blev grundlagt 20. juni 1860 . Man byggede fæstningsanlæg omkring 1870. Telegraflinjer til Shanghai og Nagasaki blev anlagt i 1871, året hvor handelshavnen blev overført til Vladivostok fra Nikolajevsk-na-Amur. Byens segl er amurtigeren, der stadig lever i området.
Som hovedbase for den sovjetiske stillehavsflåde var Vladivostok lukket for udlændinge i sovjetårene.

## Økonomi
Vladivostok er et vigtigt økonomisk centrum i fjernøsten og den førende by i Primorskij kraj. Byen har en mangesidet økonomi med udviklede sektorer indenfor fremstillingsvirksomhed (bl.a. maskinfabrikker, skibsbygning, skibsreparation og fødevareproduktion),
engros- og detailhandel, service, transport og kommunikation. De største sektorer er: byggeri, landbrug, energi, gas- og vandforsyning. I Vladivostok er der mere end 46 tusinde virksomheder og organisationer; 92,9 % af disse er private.
Den samlede værdi af byens produktion udgjorde 87.7677 millioner rubler i 2013. Den gennemsnitlige indkomst er på 41.715,8 rubler, ledigheden er på 0,4 %. Volumen af bruttonationalproduktet har udviklet sig omkring i byens økonomiske frizone - Sydkystens bymæssige bebyggelse - i 2010 beløb produktionen sig til 242,2 milliarder rubler. (44 % af bruttoproduktionen i Primorskij kraj). Den største sektorer i økonomien er: transport og kommunikation (25 %), fast ejendom, udlejning og forretningsservice (12 %), engros- og detailhandel (11 %), fiskeri og dambrug (7 %), byggeri (6 %), den kommunale administration og sikkerhed, lovpligtig socialforsikring (6%), fremstillingsvirksomhed (6 %), elproduktion og distribution, gas og vand (5 %) og sundhedssektoren (5 %).[119]
2013-udgaven af Forbes placerede Vladivostok som den 30. mest erhvervsvenlige by i Rusland, baseret på de store investeringer i anlægsarbejder og lave udgifter for tilslutning til forsyningsvirksomheder. I 2014 placerede "magasinet Hemmeligheden bag firmaet" Vladivostok på 32. pladsen af "Bedste byer i Rusland", ud fra indikatorerne: menneskelig kapital og iværksætteri. I Vladivostok ligger hovedkvarteret for selskabet CSN, der i følge Forbes indgår i listen over de to hundrede største private virksomheder i Rusland.

## Transport
Den transsibiriske jernbane blev færdigbygget i 1905 til at forbinde det europæiske Rusland med dets fjernøstlige områder og Stillehavet.
Jernbanen har stadig stor betydning. havnen, søfarten og handel er af stigende betydning, hvilket også gælder luftfarten, hvor Vladivostok Internationale Lufthavn har forbindelser til Japan, Kina, Korea, Vietnam m.fl.

## Uddannelse
Vladivostok er hjemsted for adskillige højere læreanstalter, herunder seks universiteter:
- Fjernøstens Føderale Universitet (russisk: Дальневосточный федеральный университет)
- Vladivostoks Statslige Økonomi og Service Universitet (russisk: Владивостокский государственный университет экономики и сервиса)
- Stillehavsområdets Statslige Medicinske Universitet (russisk: Тихоокеанский государственный медицинский университет)
- Fjernøstens Kunstakademi (russisk: Дальневосточная государственная академия искусств)
- Det Maritime Statslige Universitet (russisk: Морской государственный университет)
- Fjernøstens Statslige Fiskeritekniske Universitet (russisk: Дальневосточный государственный технический рыбохозяйственный университет)

Ledelsen af Det Videnskabelige Russiske Akademis Fjernøstlige Afdeling lige som ti af dets forskningsinstitutter ligger i Vladivostok sammen med Stillehavsområdets Flådeinstitut (russisk: Тихоокеанский военно-морской институт).

## Medier
Over 50 aviser og lokalaviser udgives i Vladivostok. Den største avis er Vladivostok med et oplag på 124.000, hvis udgiver også publicerer en engelsksproget avis: Vladivostok News.
Der findes 14 tv-kanaler og syv radiostationer.

## Sport
Vladivostoks fodboldhold hedder FC Luch-Energia Vladivostok. Basketballholdet hedder Spartak Primorje.

## Venskabsbyer
Vladivostok er venskabsby med følgende byer:
| - Manta, Ecuador - Akita, Japan - Hakodate, Japan - Niigata, Japan | - Dalian, Kina - Yanbian, Kina - Kota Kinabalu, Malaysia | - Wonsan, Nordkorea - Vladikavkaz, Rusland - Busan, Sydkorea | - Juneau, USA - San Diego, USA - Tacoma, USA |

## Personer fra Vladivostok
- Igor Ansov - russisk/amerikansk Anvendt matematiker
- Vladimir Arsenev - russisk/sovjetisk geograf og etnograf
- Yul Brynner - russisk/amerikansk oscar-belønnet skuespiller
- Igor Kunitsyn - russisk tennisspiller
- Stanislav Petrov - sovjetisk oberstløjtnant
- Igor Tamm - sovjetisk fysiker og Nobelprismodtager
- Mumij Troll - russisk rockgruppe